# جن هوکس
جنت ویوین "جن" هوکس (انگلیسی: Janet Vivian "Jan" Hooks؛ زادهٔ ۲۳ آوریل ۱۹۵۷ - درگذشته ۹ اکتبر ۲۰۱۴) یک هنرپیشه اهل ایالات متحده آمریکا بود. وی از سال ۱۹۷۸ تا سال ۲۰۱۰ میلادی مشغول فعالیت بود.
از فیلم‌ها یا برنامه‌های تلویزیونی که وی در آن نقش داشته است می‌توان به سر مخروطی‌ها و سیمون بریچ اشاره کرد.